# Saint Thomas Basket Le Havre
Saint Thomas Basket Le Havre, más conocido como STB Le Havre es un club de baloncesto francés, con sede en la ciudad de Le Havre. Compite en la NM1, el tercer nivel del baloncesto francés. Disputa sus partidos en el pabellón Salle des Docks Océane, con capacidad para 3598 personas.

## Historia
En 1903 se crea la Union Sportive de Saint Thomas d'Aquin, un club polideportivo, y 21 años más tarde, en 1924 se funda la sección de baloncesto, siendo el primer equipo en registrarse en la Federación de Baloncesto de Francia, creada en 1932. Compite en categorías regionales hasta que en 1952 asciende a categoría nacional. Compite en la misma hasta mediados los años 60, cuando el club desaparece, partiendo de cero de nuevo en categorías inferiores.
En 1993 asciende a la Pro B, la segunda división francesa, y en 2000 consigue finalmente llegar a la Pro A, categoría en la que juega desde entonces. Su mayor éxito lo logró en 2004 y 2012, cuando llegó a las semifinales de la Copa de Francia.

## Trayectoria
| Temporada | Novel | División | Pos. | Copa de Francia  | Competiciones europeas | Competiciones europeas |
| --------- | ----- | -------- | ---- | ---------------- | ---------------------- | ---------------------- |
| 2009–10   | 1     | Pro A    | 13º  |                  |                        |                        |
| 2010–11   | 1     | Pro A    | 13º  |                  |                        |                        |
| 2011–12   | 1     | Pro A    | 14º  |                  |                        |                        |
| 2012–13   | 1     | Pro A    | 11º  |                  |                        |                        |
| 2013–14   | 1     | Pro A    | 14º  |                  |                        |                        |
| 2014–15   | 1     | Pro A    | 6º   |                  |                        |                        |
| 2015–16   | 1     | Pro A    | 18º  |                  | 3 FIBA Europe Cup      | R32                    |
| 2016–17   | 2     | Pro B    | 7º   | 16avos de final  |                        |                        |
| 2017–18   | 2     | Pro B    | 17º  | 32avos de final  |                        |                        |
| 2018–19   | 3     | NM1      | 2º   | 64avos de final  |                        |                        |
| 2019–20   | 3     | NM1      | 3º   | 64avos de final  |                        |                        |
| 2020–21   | 3     | NM1      | 3º   | Octavos de final |                        |                        |
| 2021–22   | 3     | NM1      | 1º   | 64avos de final  |                        |                        |

## Palmarés
- Subcampeón de la Leaders Cup: 2003
- Semifinales de la Copa de baloncesto de Francia: 2004, 2012

## Jugadores destacados
| - Vincent Collet - Guillaume Granotie - Aymeric Jeanneau - Ian Mahinmi - Laurent Pluvy - Fabien Causeur - Pape Sy - Ali Traoré - Romain Duport - Bangaly Fofana - Rudy Jomby - Rashad Anderson - Cedrick Banks - Tyrone Brazelton - Graham Brown - J.K. Edwards - Bruce Bowen - Jermaine Guice - J. J. Miller - Marcus Goree - T.J. Thompson |  | - Bernard King - Kevin Houston - Joseph Jones - Nick Minnerath - Marcus Slaughter - Marcellus Sommerville - Marc Salyers - D.J.Thompson - Wesley Wilkinson - Slaven Rimac - Chamberlain Oguchi - Vlad Moldoveanu - José Miguel Antúnez - Gabriel Fernández - Shawn King - - Gary Alexander - - John Cox - - Max Kouguere - - Wen Boss Mukubu - - Jean-Manuel Sousa |  | - - Sandro Nicević - - Tony Stanley - - Nicholas Pope - - Danny Strong - - Pat Durham - - Derrick Lewis - - Ricardo Greer - - Jeff Greer - - Gregory Stevenson - - Maxime Zianveni - - Yohann Sangare |